# でゅあるてぃーちゃー
『でゅあるてぃーちゃー』は、ボマーンによる日本の漫画。双葉社発行の月刊4コマ漫画雑誌『もえよん』にて、創刊号から2005年7月9日発売の8月号まで連載されていた4コマ漫画。眼鏡を外すと別人格の「二葉」になってしまう高校教師・一葉と、彼女の生徒たちとの日々を描く学園ギャグ漫画。
『もえよん』掲載作品のほとんどは劇中の時間が掲載月を追う形で物語が展開する例も多かったが、本作は季節感こそあったものの2005年4月号以降においても進級や加齢、もしくはそれを思わせるイベント（修学旅行）などは描かれていない。佐倉先生の担任クラス名もごく初期に体育着のゼッケンなどに「1-4」との記述が見られただけで、連載後半には何年何組かが明記されることは無かったが、単行本末尾となる4コマに「1年4組」との活字表記が初めて見られた。
掲載誌が「なごみ系萌え4コマ雑誌」のスタンスを取っており、その名のとおりゆるくてあっさりしたネタの4コマ漫画が大半を占める中において、比較的テンションが高くかつ旧来の4コマ漫画のセオリーを押さえて描かれていた数少ない作品であった。このため、絵柄こそ同じ路線ではあるものの作風においては雑誌内で異色を放つ作品でもあった。なお、2005年11月12日に『ちびもの』第1巻とともに単行本が発売された。

## ストーリー
みのり達のクラスの担任・佐倉一葉先生は、普段はおしとやかで優しく、授業も解かり易い数学教師。ところが、ふとしたことで先生の眼鏡が外れると、がさつで乱暴な別人格・二葉先生が現れる。
彼女が受け持つクラスには、ツッコミ体質のみのり、ボケたおすチョミ、食欲魔人のひかるなど、個性豊かなメンバーが揃っていて、佐倉先生のクラスは今日も賑やかである。

## 登場人物
佐倉一葉（さくら ひとは）
みのり達が通う高校の1年4組の担任兼数学教師。20代独身（恋人も無し）。大き目の眼鏡をかけてたれ目、腰まで届く髪が特徴で、スタイルも良い。性格は、おしとやかで優しい。授業も解かり易く、生徒たちにも人気がある。運動は苦手だが、家事は得意。非日常に弱い。酒に酔うと羞恥心も無くなるほど明るくなる。二葉のイタズラにより、胸の開いた服・チャイナドレス・ナースなどの姿で出勤していたり、クリスマスには露出度の高いサンタ服を着ていたり、生徒の遊びにつきあって女子学生風の姿になったりと、様々なコスプレをしていた。後に二葉がメイド服を着て出勤した際には、学校到着前に気付いたらしく眼鏡を隠した上で再び二葉に交替し、仕返しをしていた。
佐倉二葉（さくら ふたば）
一葉の眼鏡が外れると現れる、別人格。釣り目になり、前髪の形もやや変わる（真ん中1本を除いて、交替時に額にかかる前髪を払ってしまう）。このとき眼鏡は大抵の場合、頭に乗せている。性格はがさつで乱暴、かつ豪快。授業も適当でいい加減。教室で喫煙・職員室で飲酒・休み時間にパチンコ通い、など問題行動が多い。朝起きる時にわざと恥ずかしい服装を着、通勤中に人格を交代して一葉に恥ずかしい思いをさせるイタズラをする。家事は苦手だが運動は得意で、運動会などお祭りでは大張り切りする様がヤンキーくさい。ヘソ出しローライズで授業をするのには抵抗を感じないがブラチラ（シャツが着くずれた拍子にブラジャーの肩ひもが覗く）は恥ずかしがるなど、羞恥心の境が読みにくい。酒に酔うと陽気になるあまり暴れる。夏場に数学の授業が空いていて担任クラスが水泳を行っていると、ビキニ姿でプールに現れてバカンスの様に楽しんでいる。目が悪いのに眼鏡を外した姿なので、視力が弱いのが弱点。以前（物語上描かれていない過去に）はコンタクトの時期もあったが、一葉に戻れないと（一葉も自分も）困る上に、ある失敗によりトラウマになっている。
一葉と二葉
この二人は一葉を主人格とする二重人格である。お互いの存在は知っているが、別人格で居る時の記憶は無く意思の疎通も不可能なため、チョミの提案で交換日記をつけている。後に眠っている時の夢の中で直接意思の疎通が出来るようになり、喧嘩したりしている。
荻作みのり（おぎさく みのり）
1年4組の女生徒。長い髪をポニーテールにまとめ、長身で巨乳。割とまじめで、チョミに「秀才」と言われるほど成績も良い。周りのボケに、とにかくツッコまずにいられない性格。口より先に手が出るタイプ。運動も得意らしい。苗字が呼びにくいことから、チョミからは「荻作どん」「巨乳暴力女」などと呼ばれる。ひかるの兄・優に片想いしている。
大塚千代美（おおつか ちよみ）
1年4組の女生徒。短い髪の片側を髪飾りで縛っていて、背が低い。「チョミ」と呼ばれている。誰もが「バカ」呼ばわりするほどボケである上に、何かにつけてわざとボケ倒しては、みのりや二葉に殴られている。時おり「自動戦士ダンガル」というロボットのおもちゃで遊んでいる。携帯ゲーム機を持ち込んでいることもしばしば。また、駅前のゲーセンではネームエントリーするほどのゲーマー。基本はボケキャラだが、梨亜などのボケにはツッコむこともある。
野上ひかる（のがみ ひかる）
1年4組の女生徒。頭の両側を輪のように結った髪が特徴。食欲魔人で、休み時間にはお菓子を食べており、ロッカーもお菓子で一杯である。兄の優が巨大な弁当を持って来てくれるが、そのシスコンぶりを敬遠している。
和泉梨亜（いずみ りあ）
1年4組の女生徒。美人で、言葉づかいも綺麗で礼儀正しい。口があまり描かれない。霊能力者で、霊が見えたり他人にとり憑かせたり出来る。少し天然ボケでもあり、「心霊相談」と言いつつ妙な質問に妙な答え方をする。知識もあり、不測の事態にも冷静に対処出来る。
若本千夏（わかもと ちなつ）
1年4組の女生徒。ショートヘアの無口な娘。いつも腹話術で「ジョー」の口を借りてのみ他人と話すことが出来る。気が小さい生徒で、みのり達の輪の中へ自分から入っていくことがなかなか出来ず、特に二葉に心配されている。手先が器用で、ジョーの手（右手の2本の指）を使ってクッキーを作ったり、最終話で遭難した際には水のろ過器を組み立てたりした。
ジョー
千夏がいつも右腕に装着している熊のぬいぐるみ。自称「千夏に寄生した宇宙人」。名前は一葉が付けたもので、腕についているから「アームジョー」（『ああ無情』）ということらしい。
村上（むらかみ）
1年4組の男子生徒。当初から無名の男子学生として登場していたが、メイド服を着た二葉先生に対してマニアックな好みを露呈したため、「ギャルゲー」とあだ名がついた。後に学校にロボットが来た際に美少女型ロボットを妄想するなど余計にマニアックな性向が発覚、「ギャルゲー」のあだ名が確定的になった。
木崎先生（きざき）
一葉・二葉の同僚で、現代国語教師。まじめで、生徒の質問に答えるべく残業をして調べ物をしたり、酔った二葉先生を自宅へ送り届ける際に相当な苦労をしていたりする。佐倉先生との仲を、生徒たちに度々噂されている。
野上優（のがみ すぐる）
上級生で、ひかるの兄。ハンサムだが、超がつくシスコンで、自室にひかるの写真などを貼りまくっている。このため、ひかるからは逆に引かれている。
警官
交番勤務の警官。優同様のシスコンらしく、優とよく妹談義に華を咲かせていた。しかし、単行本描きおろしで、実は妹のいない、ただの「妹萌え」な人物と判明した。

## 書誌情報
- ボマーン『でゅあるてぃーちゃー』 双葉社〈アクションコミックスもえよんシリーズ〉、全1巻
  1. 2005年11月12日発売 ISBN 4-575-93982-X